# Castanheira do Vouga
Castanheira do Vouga is een plaats (freguesia) in de Portugese gemeente Águeda en telt 708 inwoners (2001).